# Grand Prix automobile du Mexique 1963
GP précédent GP suivant
Le Grand Prix du Mexique 1963 (II° Gran Premio de Mexico), disputé sur le circuit de Mexico le 27 octobre 1963, est la cent-vingtième épreuve du championnat du monde de Formule 1 courue depuis 1950 et la neuvième manche du championnat 1963.

## Contexte avant la course

### Le championnat du monde
Depuis 1961, la Formule 1 suit la réglementation 1 500 cm3 (dérivée de l'ancienne Formule 2 de la période 1957 à 1960). Initialement prévue pour une période de trois ans, la formule a été prolongée de deux années supplémentaires par la Commission sportive internationale, garantissant la stabilité technique jusqu'à fin 1965. La réglementation s'appuie sur les points suivants :
- interdiction des moteurs suralimentés
- cylindrée minimale : 1 300 cm3
- cylindrée maximale : 1 500 cm3
- poids minimal : 450 kg (à sec)
- double circuit de freinage obligatoire
- arceau de sécurité obligatoire (le haut du cerceau devant dépasser le casque du pilote)
- démarreur de bord obligatoire
- carburant commercial
- ravitaillement en huile interdit durant la course

L'insolente domination de Jim Clark et de sa Lotus cette saison a permis au champion écossais (vainqueur de cinq des huit manches déjà disputées) de s'approprier le titre mondial bien avant la dernière épreuve du calendrier. Bien que n'ayant remporté aucun Grand Prix, Richie Ginther, grâce à ses nombreuses places d'honneur, paraît le mieux placé pour devenir son dauphin, mais Graham Hill, son coéquipier chez BRM, a mis fin à une longue série noire en s'imposant aux États-Unis et peut logiquement viser cette place.

### Le circuit

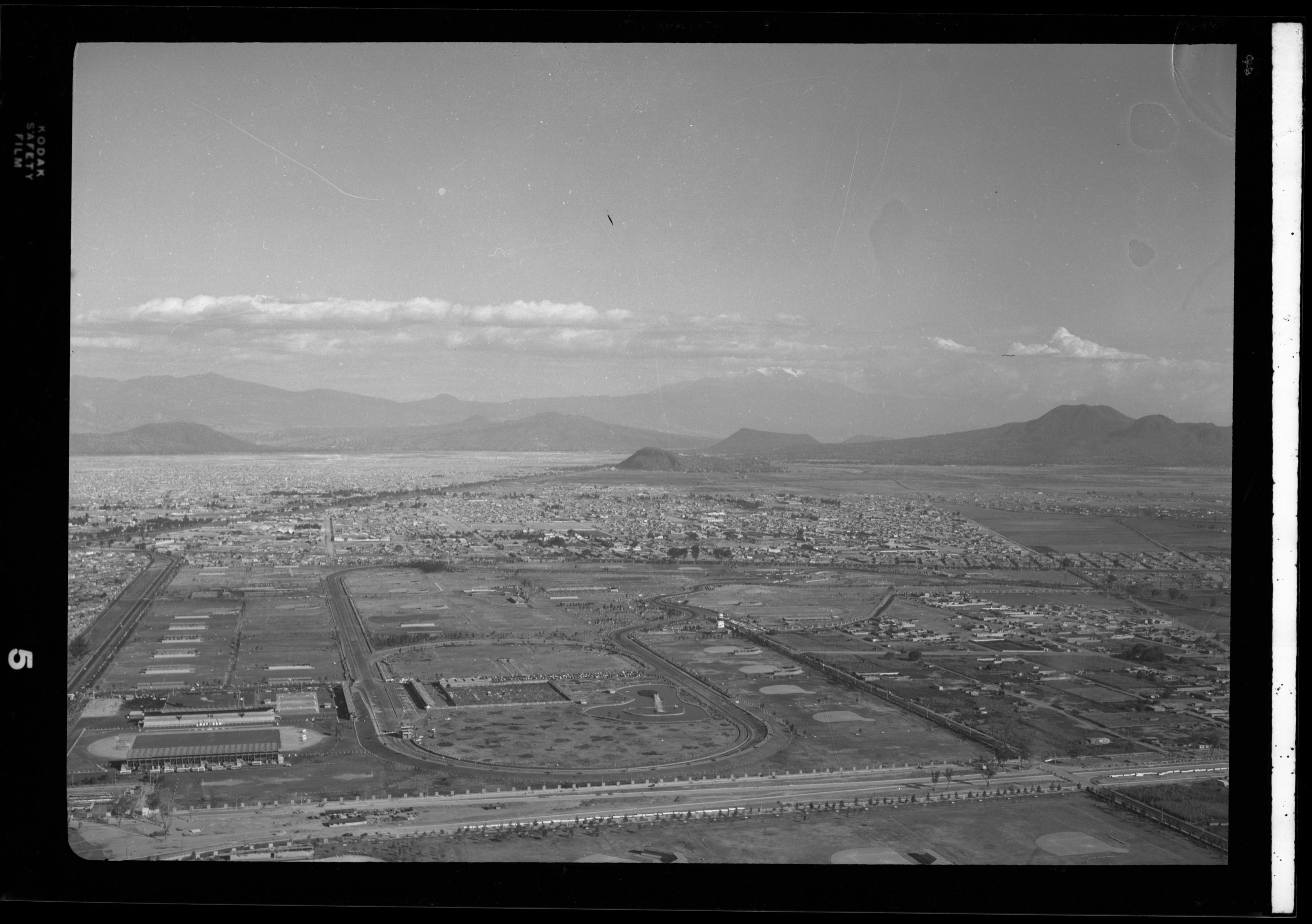
Vue aérienne du circuit Magdalena Mixhuca ; au premier plan, l'anneau de vitesse.

Réalisé en 1959 dans un parc de la banlieue sud-est de Mexico, le circuit Magdalena Mixhuca a tout d'abord accueilli des courses de voitures de tourisme avant d'être retenu pour l'organisation du premier Grand Prix du Mexique, en 1962, épreuve hors championnat marquée par l'accident mortel survenu au héros local Ricardo Rodríguez lors des essais. Très modernes, les installations comportent d'immenses tribunes couvertes et des grands stands qui peuvent faire office de garages. Le circuit routier emprunte partiellement l'anneau de vitesse ; long de cinq kilomètres, son tracé se caractérise par ses nombreuses courbes, dont le très rapide virage relevé de La Peraltada, débouchant sur la principale ligne droite. L'altitude élevée (2 285 mètres) pénalise les moteurs, qui perdent jusqu'à vingt pour cent de leur puissance. Vainqueur du premier Grand Prix sur sa Lotus, Jim Clark détient le record de la piste, ayant accompli un tour à 150,4 km/h de moyenne.

## Monoplaces en lice
Note : les puissances des moteur, basées sur les mesures des bancs d'essais, sont données à titre indicatif : en raison de l'altitude élevée, les puissances disponibles sur le circuit de Mexico sont inférieures à celles indiquées.
- BRM P57 "Usine"

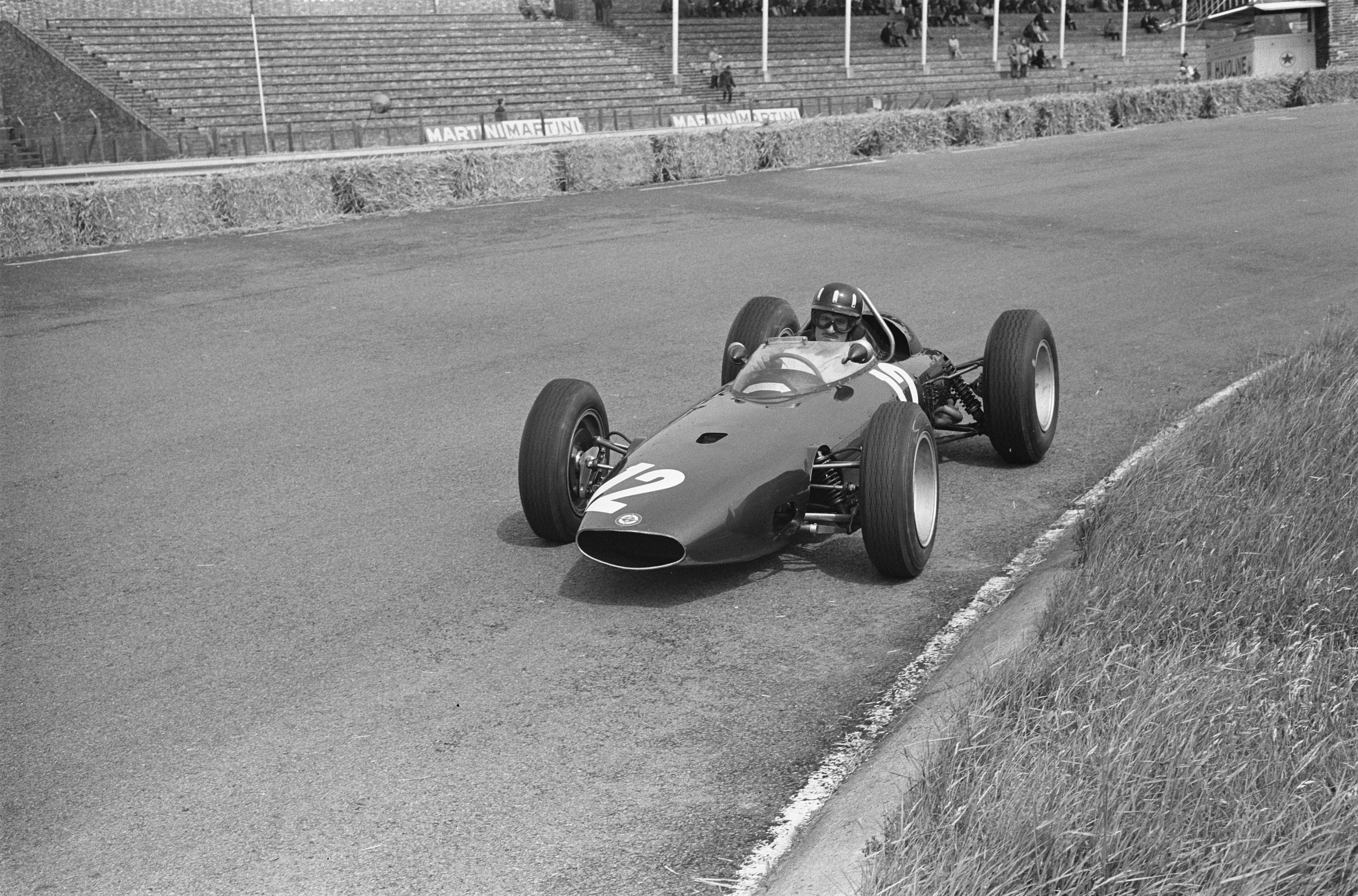
La BRM P57, championne du monde 1962, toujours utilisée cette saison.

Graham Hill et Richie Ginther disposent de leurs habituelles P57, avec lesquelles ils se sont récemment imposés aux États-Unis. Ces monoplaces à châssis multitubulaire sont équipées d'un moteur V8 à injection indirecte Lucas développant 208 chevaux à 11000 tr/min, accouplé à une boîte de  vitesses à six rapports. Elles pèsent 475 kilos à vide. La Scuderia Centro Sud engage de son côté une BRM P57, dotée de l'ancienne boîte à cinq rapports, confiée au pilote local Moisés Solana.
- Lotus 25 "Usine"

Comme à Watkins Glen, Colin Chapman aligne trois Lotus 25 à châssis monocoque pour Jim Clark, Trevor Taylor et Pedro Rodríguez. Pesant 455 kg à vide, ce sont les plus compactes et les plus légères monoplaces du plateau. Elles sont dotées de moteurs V8 Coventry Climax FWMV, en version injection (198 chevaux à 9500 tr/min) pour Clark et Taylor et en version carburateurs (184 chevaux) pour Rodríguez. Deux types de boîtes de vitesses sont utilisés : boîte Hewland à cinq rapports pour Taylor, boîte cinq ZF pour ses coéquipiers.
- Lotus 24 privées

Les modèles 25 étant pour l'instant réservés à l'usine, Colin Chapman propose à ses clients ses Lotus 24 à châssis multitubulaire (dont la coque est quatre fois moins rigide que celle des 25). Ces modèles peuvent recevoir le moteur V8 Climax ou le V8 BRM, ce dernier étant plus généralement adopté. Reg Parnell a engagé deux 24 pour Chris Amon et Hap Sharp tandis que l'équipe BRP en aligne une pour Jim Hall. Le pilote indépendant Jo Siffert dispose de sa propre 24. Tous utilisent un moteur V8 BRM. Walt Hansgen a quant à lui dû déclarer forfait, sa monoplace accidentée quelques semaines plus tôt n'étant pas réparée.
- Cooper T66 "Usine"

Bruce McLaren et Tony Maggs pilotent les deux Cooper T66 engagées par l'usine de Surbiton. Ces monoplaces à châssis tubulaire, conçues par Owen Maddock, sont dotées d'un moteur V8 Climax à injection, accouplé à une boîte de vitesses à six rapports réalisée en interne. Elles pèsent 460 kg à vide.
- Cooper privées

Rob Walker engage une T66 pour le Suédois Joakim Bonnier. Elle est dotée d'un V8 Climax à injection et d'une boîte de vitesses Colotti à six rapports. Le pilote privé Frank Dochnal effectue sa première sortie en Formule 1 au volant d'une ancienne T51 à moteur quatre cylindres Climax FPF.
- Ferrari 156 "Usine"

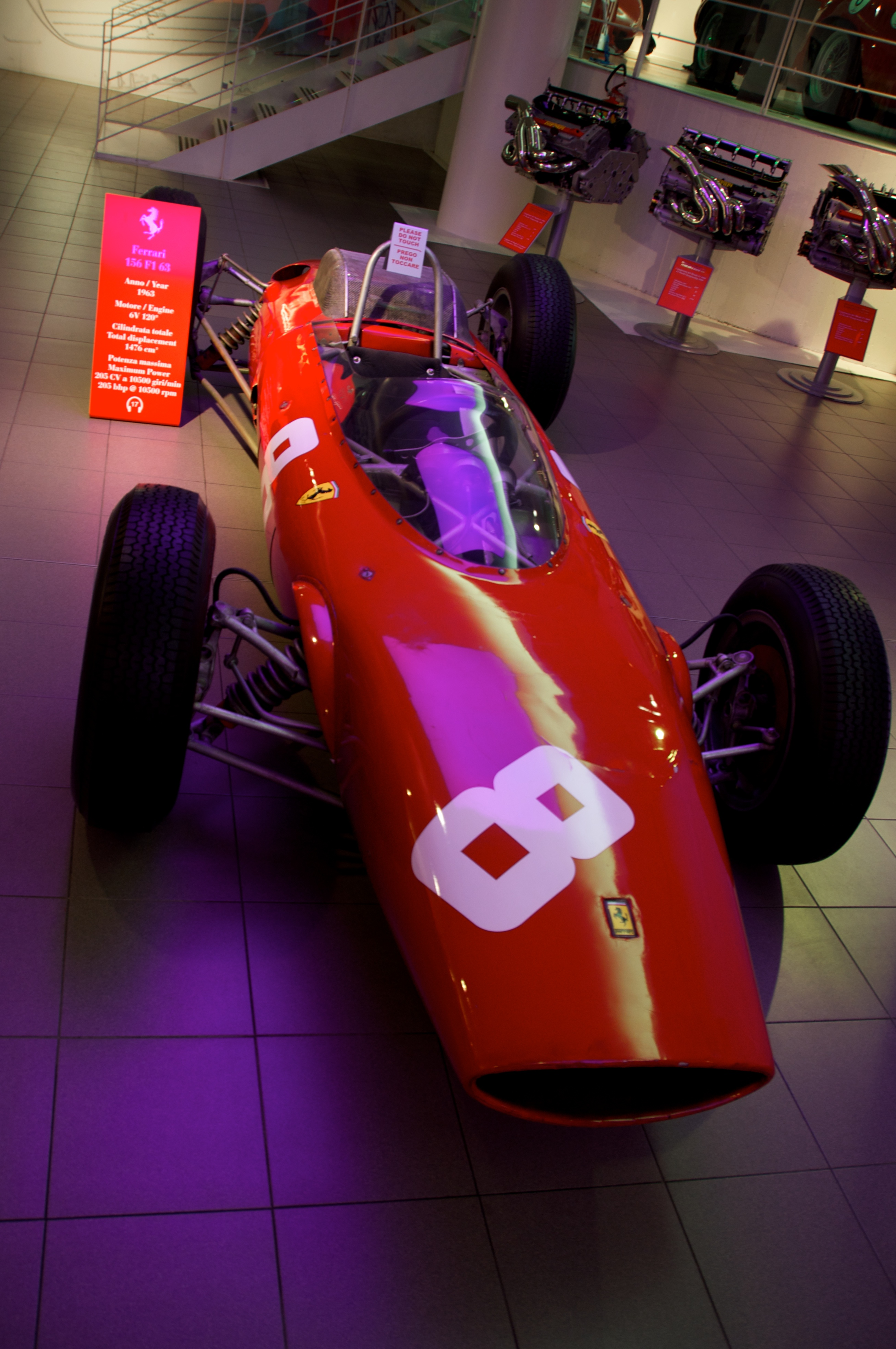
Deux Ferrari 156 Aero à structure monocoque seront au départ.

La Scuderia Ferrari aligne deux 156 Aero pour John Surtees et Lorenzo Bandini, les deux pilotes disposant en outre chacun d'une  156-63, en guise de mulet. Apparue à Monza, la 156 Aero est la première monoplace à structure monocoque du constructeur italien. Elle dispose de la même mécanique (moteur V6 à injection directe Bosch délivrant 205 chevaux à 10500 tr/min, boîte de vitesses à cinq rapports) que la précédente 156-63 à châssis tubulaire, mais sa carrosserie est beaucoup plus fine et sa masse moindre (460 kg contre 480 pour sa devancière).
- Brabham BT7 "Usine"

Le pilote-constructeur Jack Brabham et son coéquipier Dan Gurney s'alignent sur leurs Brabham BT7 à moteur V8 Climax à injection et boîte cinq vitesses Hewland. Ces monoplaces ont un châssis multi tubulaire et pèsent 470 kg à vide.
- BRP MK1 "Usine"

Innes Ireland devait piloter sa BRP Mk1 à moteur V8 BRM mais, blessé lors des essais du North-West Grand Prix, dans la région de Seattle, a dû renoncer à disputer les dernières épreuves de l'année.
- ATS 100 "Usine"

L'équipe Automobili Turismo e Sport engage ses deux ATS 100 à châssis multitubulaire, toujours confiées à Phil Hill et Giancarlo Baghetti. Ces monoplaces de 460 kg sont équipées d'un moteur V8 à carburateurs, d'une puissance de l'ordre de 190 chevaux, accouplé à une boîte Colotti à six rapports.
- Lola Mk4

Comme à Watkins Glen, Masten Gregory pilote la Lola Mk4A de l'équipe de Reg Parnell. Équipée d'un moteur V8 Climax à injection et d'une boîte de vitesses Colotti à six rapports, cette monoplace  à châssis multitubulaire accuse 490 kg sur la balance.
- Porsche 718

Carel Godin de Beaufort aligne son ancienne Porsche 718 à moteur quatre cylindres à plat refroidi par air, d'une puissance de l'ordre de 165 chevaux.

## Coureurs inscrits
| no | Pilote                  | Écurie                      | Constructeur | Modèle           | N° châssis | Moteur                       | Pneumatiques |
| -- | ----------------------- | --------------------------- | ------------ | ---------------- | ---------- | ---------------------------- | ------------ |
| 1  | Graham Hill             | Owen Racing Organisation    | BRM          | BRM P57          | 5785       | BRM P56 V8                   | D            |
| 2  | Richie Ginther          | Owen Racing Organisation    | BRM          | BRM P57          | 5784       | BRM P56 V8                   | D            |
| 3  | Bruce McLaren           | Cooper Car Company          | Cooper       | Cooper T66       | F1-6-63    | Coventry Climax FWMV MkII V8 | D            |
| 4  | Tony Maggs              | Cooper Car Company          | Cooper       | Cooper T66       | F1-5-63    | Coventry Climax FWMV MkII V8 | D            |
| 5  | Jack Brabham            | Brabham Racing Organisation | Brabham      | Brabham BT7      | F1-2-63    | Coventry Climax FWMV MkII V8 | D            |
| 6  | Dan Gurney              | Brabham Racing Organisation | Brabham      | Brabham BT7      | F1-1-63    | Coventry Climax FWMV MkII V8 | D            |
| 7  | Walt Hansgen            | Privé                       | Lotus        | Lotus 24         |            | BRM P56 V8                   | D            |
| 8  | Jim Clark               | Team Lotus                  | Lotus        | Lotus 25         | 25 R4      | Coventry Climax FWMV MkII V8 | D            |
| 9  | Trevor Taylor           | Team Lotus                  | Lotus        | Lotus 25         | 25 R6      | Coventry Climax FWMV MkII V8 | D            |
| 10 | Pedro Rodríguez         | Team Lotus                  | Lotus        | Lotus 25         | 25 R3      | Coventry Climax FWMV MkI V8  | D            |
| 11 | Joakim Bonnier          | Rob Walker Racing Team      | Cooper       | Cooper T66       | F1-2-63    | Coventry Climax FWMV MkII V8 | D            |
| 12 | Carel Godin de Beaufort | Ecurie Maarsbergen          | Porsche      | Porsche 718      | 718-201    | Porsche 547/3 F4             | D            |
| 13 | Moisés Solana           | Scuderia Centro Sud         | BRM          | BRM P57          | 5781       | BRM P56 V8                   | D            |
| 14 | Joseph Siffert          | Siffert Racing Team         | Lotus        | Lotus 24         | 24-950     | BRM P56 V8                   | D            |
| 15 | Innes Ireland           | British Racing Partnership  | BRP          | BRP MkI          | BRP/1-63   | BRM P56 V8                   | D            |
| 16 | Jim Hall                | British Racing Partnership  | Lotus        | Lotus 24         | 24-944     | BRM P56 V8                   | D            |
| 17 | Masten Gregory          | Reg Parnell Racing          | Lola         | Lola Mk4A        | BRGP-43    | Coventry Climax FWMV MkI V8  | D            |
| 18 | Chris Amon              | Reg Parnell Racing          | Lotus        | Lotus 24         | 24 P1      | BRM P56 V8                   | D            |
| 20 | Frank Dochnal           | Privé                       | Cooper       | Cooper T51       | F2-23-59   | Coventry Climax FPF L4       | D            |
| 22 | Hap Sharp               | Reg Parnell Racing          | Lotus        | Lotus 24         | 24-940     | BRM P56 V8                   | D            |
| 23 | John Surtees            | SpA Ferrari SEFAC           | Ferrari      | Ferrari 156 Aero | 156/0003   | Ferrari 178 V6 (120°)        | D            |
| 24 | Lorenzo Bandini         | SpA Ferrari SEFAC           | Ferrari      | Ferrari 156 Aero | 156/0001   | Ferrari 178 V6 (120°)        | D            |
| 25 | Phil Hill               | Automobili Turismo e Sport  | ATS          | ATS 100          | 100-01     | ATS V8                       | D            |
| 26 | Giancarlo Baghetti      | Automobili Turismo e Sport  | ATS          | ATS 100          | 100-02     | ATS V8                       | D            |

## Qualifications
Les séances qualificatives ont lieu le vendredi et le samedi précédant la course. Deux sessions de quatre heures sont prévues.

### Première séance - vendredi 25 octobre
Les premiers essais qualificatifs commencent le vendredi après-midi, à treize heures, sous le soleil. Jim Clark est parmi les premiers en piste mais se rend vite compte que les réglages de son moteur ne sont pas adaptés à l'altitude et regagne son stand après seulement quelques minutes. Les mécaniciens de l'équipe Lotus parviennent à trouver rapidement le bon réglage de l'injection et le champion du monde effectue alors une série de tours très rapides. Tournant à 151,5 km/h de moyenne, il sera le seul à descendre sous la barre des deux minutes, améliorant son record de l'année précédente. Derrière lui, John Surtees (Ferrari) et Graham Hill (BRM) sont relégués à plus d'une seconde. Les autres pilotes sont beaucoup plus loin, ayant tout d'abord cherché à optimiser leurs réglages sur ce circuit spécifique avant de se faire surprendre par l'arrivée de la pluie en fin de session. Alors qu'il effectuait son premier tour lancé, Frank Dochnal est sorti de la route et a percuté le talus, endommageant la suspension arrière de sa Cooper ; sa monoplace étant irréparable, il doit déclarer forfait.
| Pos. | Pilote                  | Écurie         | Temps        | Écart    |
| ---- | ----------------------- | -------------- | ------------ | -------- |
| 1    | Jim Clark               | Lotus-Climax   | 1 min 58 s 8 |          |
| 2    | John Surtees            | Ferrari        | 2 min 00 s 5 | + 1 s 1  |
| 3    | Graham Hill             | BRM            | 2 min 00 s 6 | + 1 s 2  |
| 4    | Dan Gurney              | Brabham-Climax | 2 min 01 s 6 | + 2 s 8  |
| 5    | Richie Ginther          | BRM            | 2 min 01 s 8 | + 3 s 0  |
| 6    | Bruce McLaren           | Cooper-Climax  | 2 min 02 s 3 | + 3 s 5  |
| 7    | Lorenzo Bandini         | Ferrari        | 2 min 02 s 4 | + 3 s 6  |
| 8    | Jo Bonnier              | Cooper-Climax  | 2 min 02 s 6 | + 3 s 8  |
| 9    | Jo Siffert              | Lotus-BRM      | 2 min 03 s 3 | + 4 s 5  |
| 10   | Moisés Solana           | BRM            | 2 min 04 s 1 | + 5 s 3  |
| 11   | Jack Brabham            | Brabham-Climax | 2 min 04 s 3 | + 5 s 5  |
| 12   | Trevor Taylor           | Lotus-Climax   | 2 min 04 s 9 | + 6 s 1  |
| 13   | Tony Maggs              | Cooper-Climax  | 2 min 05 s 2 | + 6 s 4  |
| 14   | Masten Gregory          | Lola-Climax    | 2 min 05 s 5 | + 6 s 7  |
| 15   | Jim Hall                | Lotus-BRM      | 2 min 06 s 1 | + 7 s 3  |
| 16   | Hap Sharp               | Lotus-BRM      | 2 min 07 s 7 | + 8 s 9  |
| 17   | Carel Godin de Beaufort | Porsche        | 2 min 14 s 1 | + 15 s 3 |
| 18   | Chris Amon              | Lotus-BRM      | 2 min 14 s 7 | + 15 s 9 |
| 19   | Pedro Rodríguez         | Lotus-Climax   | 2 min 15 s 3 | + 16 s 5 |
| 20   | Giancarlo Baghetti      | ATS            | 2 min 22 s 3 | + 23 s 5 |

### Deuxième séance - samedi 26 octobre
Il pleut le samedi après-midi et malgré l'accalmie survenant en fin de séance, la piste va rester détrempée. Dans ces conditions, Jack Brabham, dont la monoplace n'était pas tout à fait au point la veille, se montre nettement le plus rapide, près de deux secondes devant Surtees ; il sera le seul pilote à améliorer sa position sur la grille, presque exclusivement déterminée par les temps réalisés la première journée. Clark s'élancera donc une nouvelle fois en pole position, au côté de Surtees.

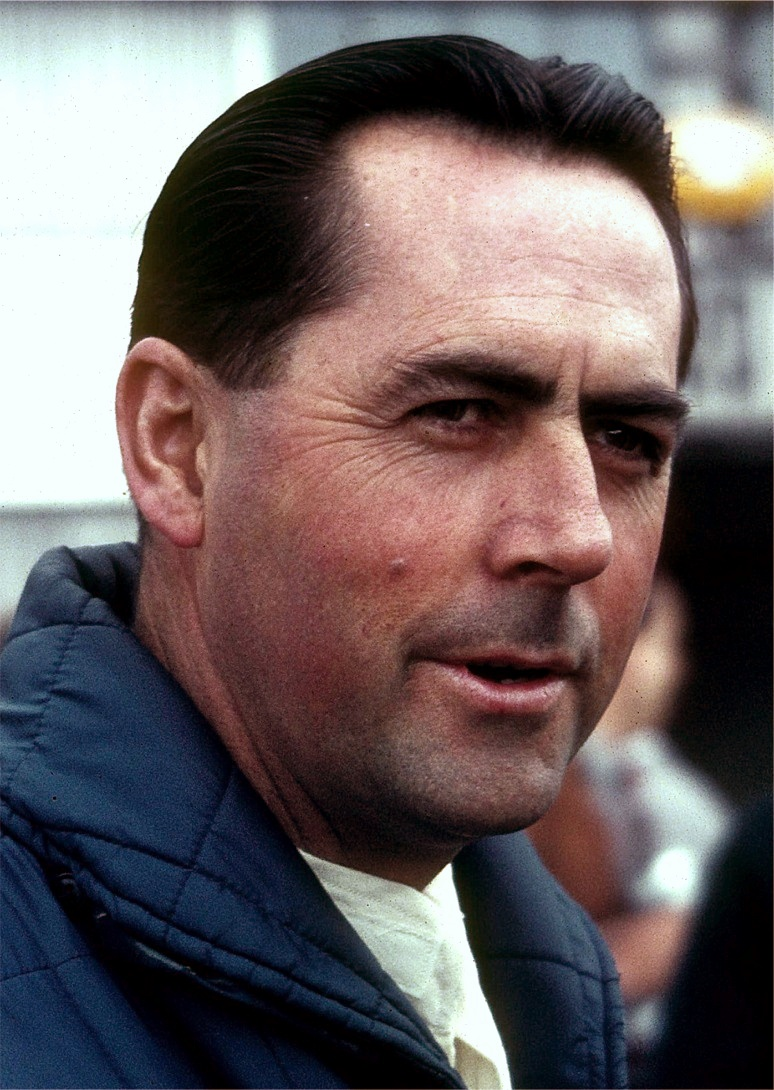
Jack Brabham s'est montré le plus rapide lors de la deuxième séance d'essais, disputée sur piste humide.

| Pos. | Pilote                  | Écurie         | Temps        | Écart    |
| ---- | ----------------------- | -------------- | ------------ | -------- |
| 1    | Jack Brabham            | Brabham-Climax | 2 min 03 s 6 |          |
| 2    | John Surtees            | Ferrari        | 2 min 05 s 4 | + 1 s 8  |
| 3    | Graham Hill             | BRM            | 2 min 05 s 7 | + 2 s 1  |
| 4    | Jim Clark               | Lotus-Climax   | 2 min 07 s 3 | + 3 s 7  |
| 5    | Dan Gurney              | Brabham-Climax | 2 min 07 s 6 | + 4 s 0  |
| 6    | Bruce McLaren           | Cooper-Climax  | 2 min 08 s 7 | + 5 s 1  |
| 7    | Tony Maggs              | Cooper-Climax  | 2 min 09 s 3 | + 5 s 7  |
| 8    | Jo Bonnier              | Cooper-Climax  | 2 min 10 s 5 | + 6 s 9  |
| 9    | Lorenzo Bandini         | Ferrari        | 2 min 11 s 3 | + 7 s 7  |
| 10   | Masten Gregory          | Lola-Climax    | 2 min 11 s 7 | + 7 s 1  |
| 11   | Richie Ginther          | BRM            | 2 min 14 s 4 | + 7 s 8  |
| 12   | Trevor Taylor           | Lotus-Climax   | 2 min 17 s 0 | + 13 s 4 |
| 13   | Phil Hill               | ATS            | 2 min 17 s 9 | + 14 s 3 |
| 14   | Jim Hall                | Lotus-BRM      | 2 min 18 s 4 | + 14 s 8 |
| 15   | Moisés Solana           | BRM            | 2 min 20 s 6 | + 17 s 0 |
| 16   | Hap Sharp               | Lotus-BRM      | 2 min 23 s 2 | + 19 s 6 |
| 17   | Carel Godin de Beaufort | Porsche        | 2 min 23 s 6 | + 20 s 0 |
| 18   | Jo Siffert              | Lotus-BRM      | 2 min 29 s 4 | + 25 s 8 |
| 19   | Giancarlo Baghetti      | ATS            | 3 min 00 s 5 | + 56 s 9 |

### Tableau final des qualifications
| Pos. | Pilote                  | Écurie         | Temps        | Écart    | Commentaire               |
| ---- | ----------------------- | -------------- | ------------ | -------- | ------------------------- |
| 1    | Jim Clark               | Lotus-Climax   | 1 min 58 s 8 |          | temps réalisé le vendredi |
| 2    | John Surtees            | Ferrari        | 2 min 00 s 5 | + 1 s 1  | temps réalisé le vendredi |
| 3    | Graham Hill             | BRM            | 2 min 00 s 6 | + 1 s 2  | temps réalisé le vendredi |
| 4    | Dan Gurney              | Brabham-Climax | 2 min 01 s 6 | + 2 s 8  | temps réalisé le vendredi |
| 5    | Richie Ginther          | BRM            | 2 min 01 s 8 | + 3 s 0  | temps réalisé le vendredi |
| 6    | Bruce McLaren           | Cooper-Climax  | 2 min 02 s 3 | + 3 s 5  | temps réalisé le vendredi |
| 7    | Lorenzo Bandini         | Ferrari        | 2 min 02 s 4 | + 3 s 6  | temps réalisé le vendredi |
| 8    | Jo Bonnier              | Cooper-Climax  | 2 min 02 s 6 | + 3 s 8  | temps réalisé le vendredi |
| 9    | Jo Siffert              | Lotus-BRM      | 2 min 03 s 3 | + 4 s 5  | temps réalisé le vendredi |
| 10   | Jack Brabham            | Brabham-Climax | 2 min 03 s 6 | + 4 s 8  | temps réalisé le samedi   |
| 11   | Moisés Solana           | BRM            | 2 min 04 s 1 | + 5 s 3  | temps réalisé le vendredi |
| 12   | Trevor Taylor           | Lotus-Climax   | 2 min 04 s 9 | + 6 s 1  | temps réalisé le vendredi |
| 13   | Tony Maggs              | Cooper-Climax  | 2 min 05 s 2 | + 6 s 4  | temps réalisé le vendredi |
| 14   | Masten Gregory          | Lola-Climax    | 2 min 05 s 5 | + 6 s 7  | temps réalisé le vendredi |
| 15   | Jim Hall                | Lotus-BRM      | 2 min 06 s 1 | + 7 s 3  | temps réalisé le vendredi |
| 16   | Hap Sharp               | Lotus-BRM      | 2 min 07 s 7 | + 8 s 9  | temps réalisé le vendredi |
| 17   | Phil Hill               | ATS            | 2 min 13 s 6 | + 14 s 8 | temps réalisé le samedi   |
| 18   | Carel Godin de Beaufort | Porsche        | 2 min 14 s 1 | + 15 s 3 | temps réalisé le vendredi |
| 19   | Chris Amon              | Lotus-BRM      | 2 min 14 s 7 | + 15 s 9 | temps réalisé le vendredi |
| 20   | Pedro Rodríguez         | Lotus-Climax   | 2 min 15 s 3 | + 16 s 5 | temps réalisé le vendredi |
| 21   | Giancarlo Baghetti      | ATS            | 2 min 22 s 3 | + 23 s 5 | temps réalisé le vendredi |

## Grille de départ

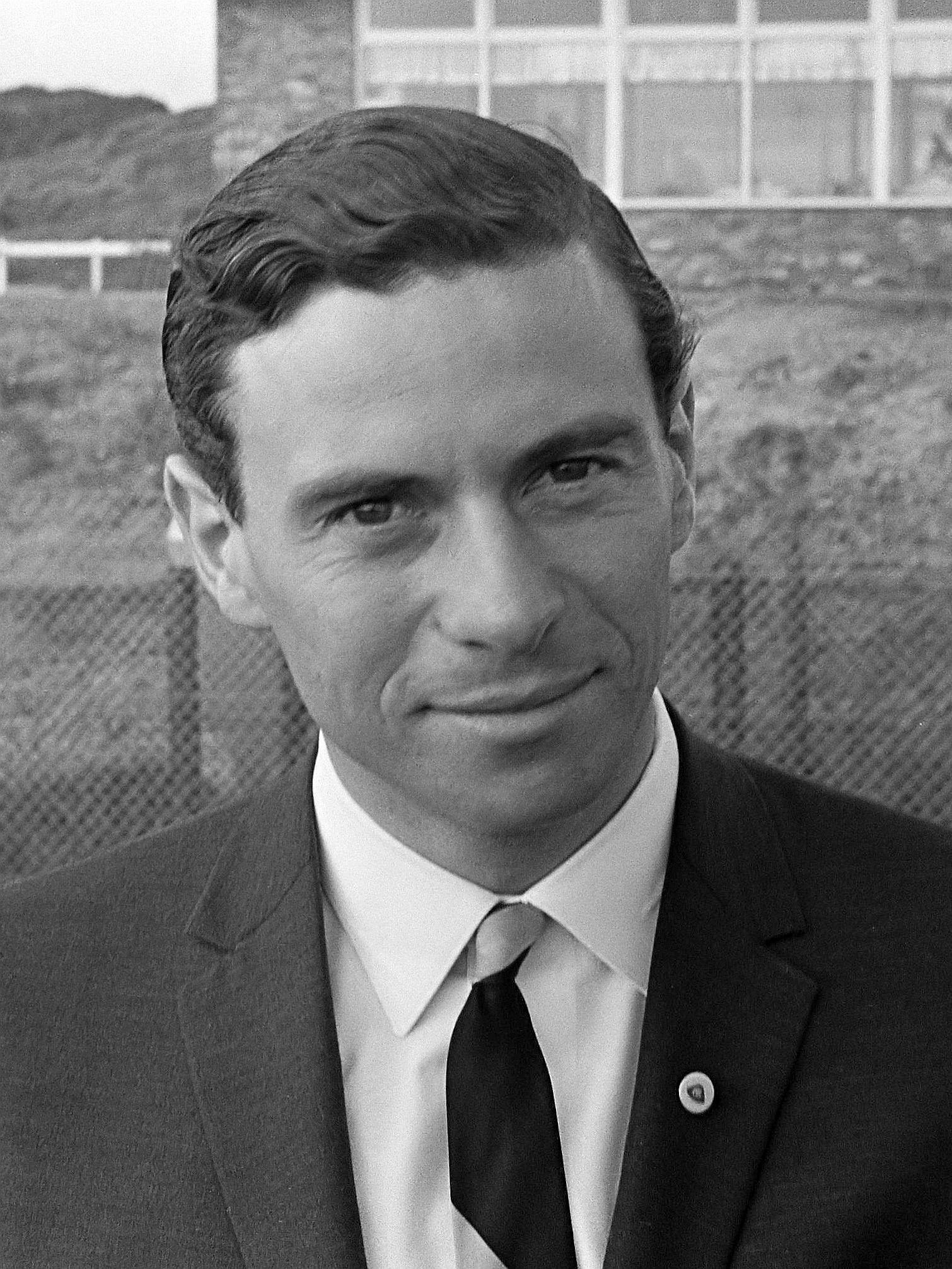
Sixième pole position de la saison pour Jim Clark.

| 1re ligne | Pos. 2                        |                           | Pos. 1                       |
|           | Surtees Ferrari 2 min 00 s 5  |                           | Clark Lotus 1 min 58 s 8     |
| 2e ligne  | Pos. 4                        |                           | Pos. 3                       |
|           | Gurney Brabham 2 min 01 s 6   |                           | G. Hill BRM 2 min 00 s 6     |
| 3e ligne  | Pos. 6                        |                           | Pos. 5                       |
|           | McLaren Cooper 2 min 02 s 3   |                           | Ginther BRM 2 min 01 s 8     |
| 4e ligne  | Pos. 8                        |                           | Pos. 7                       |
|           | Bonnier Cooper 2 min 02 s 6   |                           | Bandini Ferrari 2 min 02 s 4 |
| 5e ligne  | Pos. 10                       |                           | Pos. 9                       |
|           | Brabham 2 min 03 s 6          |                           | Siffert Lotus 2 min 03 s 3   |
| 6e ligne  | Pos. 12                       |                           | Pos. 11                      |
|           | Taylor Lotus 2 min 04 s 9     |                           | Solana BRM 2 min 04 s 1      |
| 7e ligne  | Pos. 14                       |                           | Pos. 13                      |
|           | Gregory Lola 2 min 05 s 5     |                           | Maggs Cooper 2 min 05 s 2    |
| 8e ligne  | Pos. 16                       |                           | Pos. 15                      |
|           | Sharp Lotus 2 min 07 s 7      |                           | Hall Lotus 2 min 06 s 1      |
| 9e ligne  | Pos. 18                       |                           | Pos. 17                      |
|           | Beaufort Porsche 2 min 14 s 1 |                           | P. Hill ATS 2 min 13 s 6     |
| 10e ligne | Pos. 20                       |                           | Pos. 19                      |
|           | Rodríguez Lotus 2 min 15 s 3  |                           | Amon Lola 2 min 14 s 7       |
| 11e ligne |                               | Pos. 21                   |                              |
|           |                               | Baghetti ATS 2 min 22 s 3 |                              |

## Déroulement de la course

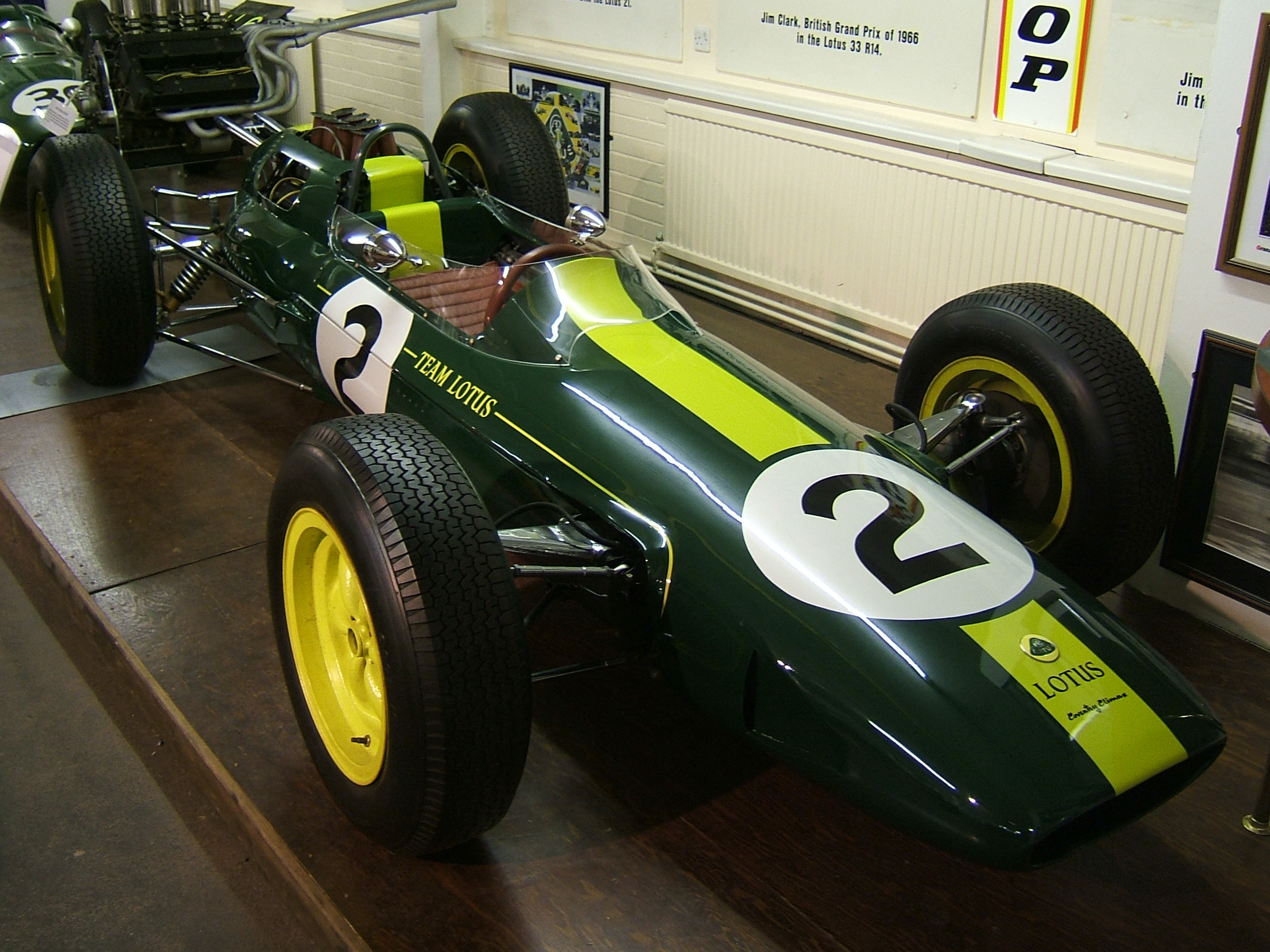
Aux mains de Jim Clark, la Lotus 25 a écrasé la concurrence à Mexico.

Il a plu durant la nuit mais la piste est sèche lorsque le départ est donné, le dimanche à quatorze heures trente, devant soixante-cinq mille spectateurs. Lorsque le drapeau se baisse, Jim Clark se met immédiatement en action et place sa Lotus en tête devant la Ferrari de John Surtees et la Brabham de Dan Gurney. Graham Hill a eu du mal à engager une vitesse et sa BRM a perdu plusieurs places. À la fin du premier tour, Clark repasse légèrement détaché devant Surtees et Gurney, tous deux au coude à coude. Ils précèdent la Cooper de Bruce McLaren et la BRM de Richie Ginther, alors que, mal placé au départ, Jack Brabham est déjà remonté en sixième position. Gurney prend facilement l'avantage sur Surtees, tandis que McLaren ne reste pas longtemps en tête du peloton de chasse, se faisant déborder par Ginther au cours du deuxième tour, puis par Brabham au suivant. Ce dernier déborde la BRM peu après, accédant au quatrième rang. Après cinq tours, Clark domine largement, possédant déjà cinq secondes d'avance sur Gurney, alors que Surtees est relégué trois secondes plus loin. Le champion du monde maintient un rythme très soutenu, égalant régulièrement son temps de qualification. Au la fin du dixième tour, il possède une marge de huit secondes sur Gurney et de dix-sept sur Surtees, l'ancien motard (dont la voiture, réglée pour piste humide, sous-vire beaucoup)) étant en passe d'être rejoint par le trio Brabham, Ginther et McLaren. Septième, Graham Hill perd progressivement du terrain, le champion britannique devant en permanence garder une main sur le sélecteur pour empêcher les vitesses de sauter.
Alors qu'en tête Clark continue à creuser l'écart sur ses poursuivants, Brabham rejoint Surtees et le dépasse dans le quinzième tour. Mécontent du comportement de sa Ferrari, le Britannique regagne son stand quelques minutes plus tard pour faire ajuster la pression des pneus. Au moment de repartir, il ne peut redémarrer son moteur ; ses mécaniciens poussent alors sa voiture pour la relancer, mais cette manœuvre est interdite et les officiels le disqualifient aussitôt. Ginther, toujours talonné par McLaren retrouve la quatrième place. Sur la deuxième Ferrari, Lorenzo Bandini a dépassé Hill, les deux hommes roulant de concert. Devant, Clark accentue toujours son avance, loin devant les deux Brabham. Au vingt-cinquième tour, la Lotus du champion du monde possède une marge d'environ vingt-cinq secondes sur son premier poursuivant mais Clark continue cependant à foncer, battant à plusieurs reprises le record de la piste. Gurney commence alors à connaître quelques problèmes d'alimentation d'essence et son coéquipier, qui se maintenait à une quinzaine de secondes derrière lui, va se rapprocher peu à peu. Malgré ses problèmes de boîte de vitesses, Hill est parvenu à prendre la sixième place à Bandini ; peu après, l'abandon de McLaren (moteur cassé), lui permet de gagner une place supplémentaire. À la mi-course, l'écart entre les deux premiers est passé à quarante-huit secondes, Brabham étant quant à lui revenu à une dizaine de secondes de son camarade d'équipe. La pompe d'injection de ce dernier se désamorce alors ; l'Américain parviendra à redémarrer son moteur mais entretemps Brabham est passé en seconde position. Gurney ne peut suivre et va régulièrement perdre du terrain, peu à peu rattrapé par Ginther et Hill, alors que Bandini a dû renoncer, allumage hors d'usage, permettant à Moisés Solana d'accéder à la sixième place, pour la plus grande joie de son public. Le pilote mexicain va cependant perdre le bénéfice de sa course régulière un peu plus tard, le moteur de sa BRM rendant de l'huile ; après quelques tours à allure réduite, Solana doit renoncer.
Malgré un baroud d'honneur de Brabham, momentanément détenteur du record du tour, Clark a la situation bien en main. Il accélère encore l'allure, portant le record de la piste à 152,4 km/h de moyenne. Brabham va dès lors assurer sa deuxième place et le champion du monde ne sera dès lors plus inquiété et terminera la course avec plus d'une minute et demie d'avance sur l'Australien, remportant sa sixième victoire de la saison. Moteur hoquetant, Gurney n'a rien pu faire pour contrer Ginther et Hill, qui s'adjugent les troisième et quatrième places. Terminant au ralenti, l'Américain sera même dépassé par la Cooper de Joakim Bonnier, pourtant attardé, en fin de course, et ne se classera que sixième.

### Classements intermédiaires
Classements intermédiaires des monoplaces aux premier, troisième, cinquième, dixième, quinzième, vingtième, vingt-sixième, trente-troisième, quarantième et cinquantième tours,.

### Classement de la course

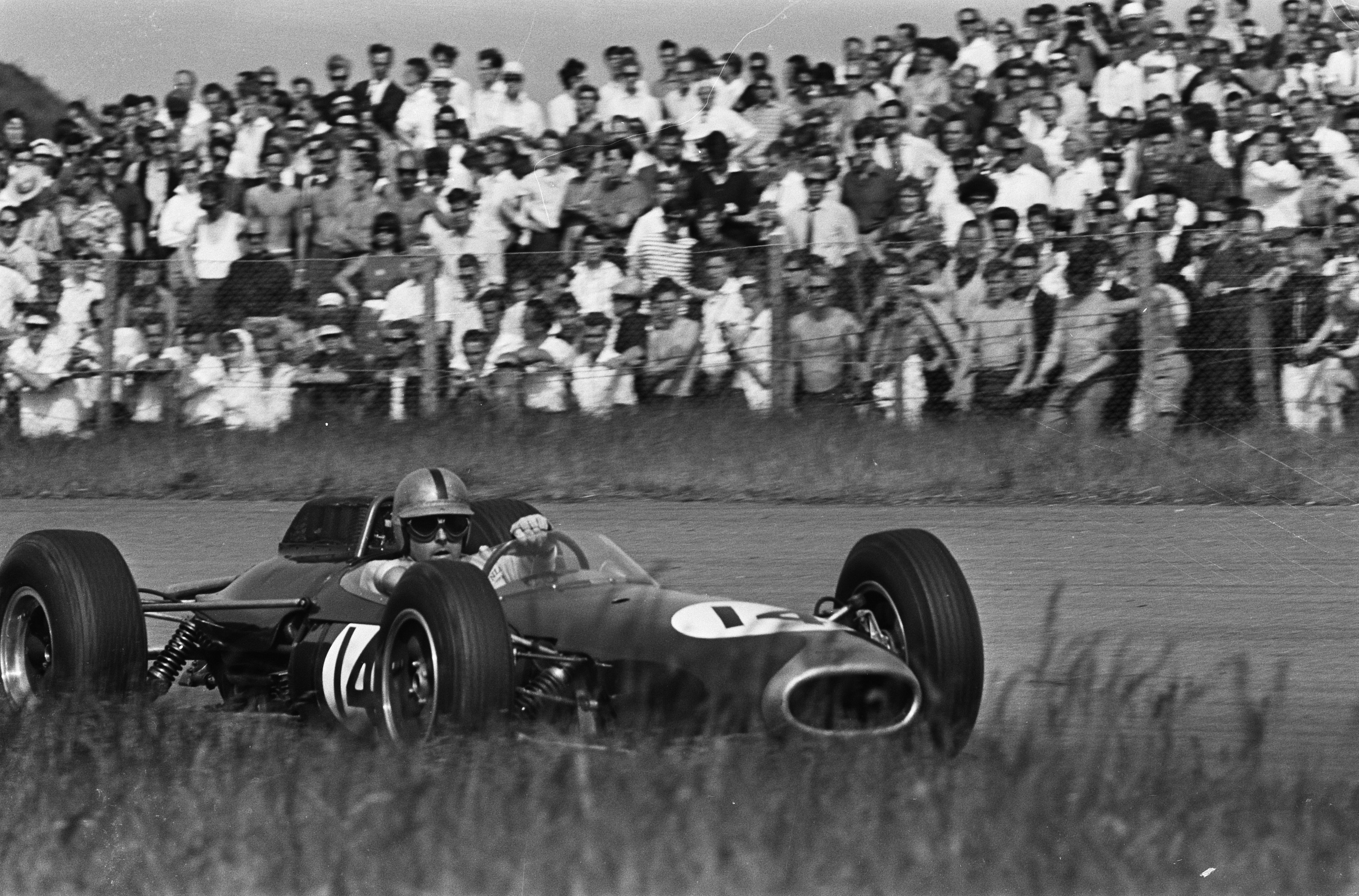
Belle performance du pilote-constructeur Jack Brabham, deuxième au volant de sa BT7.

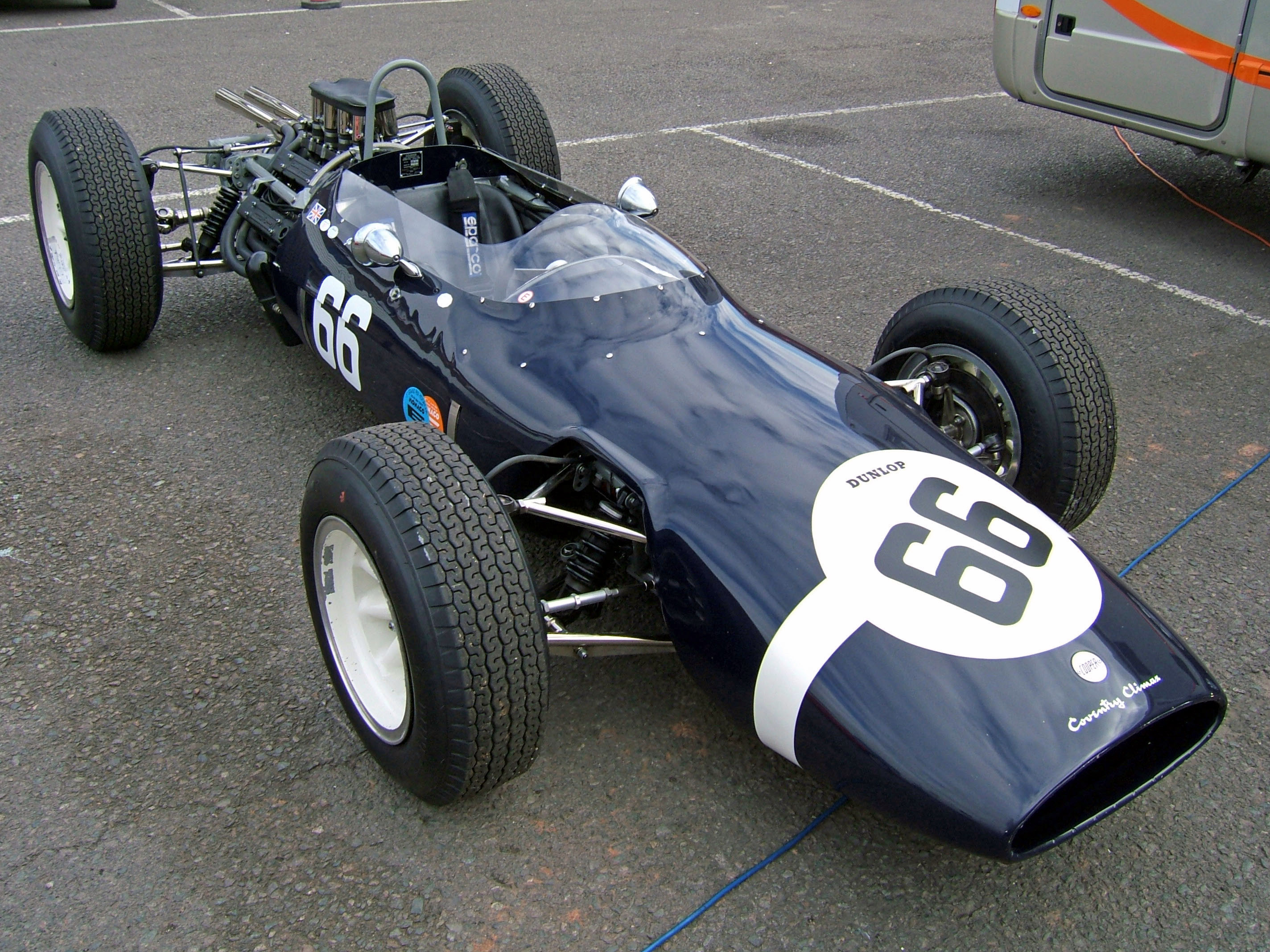
La Cooper T66 de Rob Walker, cinquième de l'épreuve avec Joakim Bonnier.

| Pos  | No | Pilote                  | Écurie         | Tours | Temps/Abandon                      | Grille | Points |
| ---- | -- | ----------------------- | -------------- | ----- | ---------------------------------- | ------ | ------ |
| 1    | 8  | Jim Clark               | Lotus-Climax   | 65    | 2 h 09 min 52 s 1                  | 1      | 9      |
| 2    | 5  | Jack Brabham            | Brabham-Climax | 65    | 2 h 11 min 33 s 2 (+ 1 min 41 s 1) | 10     | 6      |
| 3    | 2  | Richie Ginther          | BRM            | 65    | 2 h 11 min 46 s 8 (+ 1 min 54 s 7) | 5      | 4      |
| 4    | 1  | Graham Hill             | BRM            | 64    | 2 h 09 min 55 s 3 (+ 1 tour)       | 3      | 3      |
| 5    | 11 | Jo Bonnier              | Cooper-Climax  | 62    | 2 h 10 min 01 s 1 (+ 3 tours)      | 8      | 2      |
| 6    | 6  | Dan Gurney              | Brabham-Climax | 62    | 2 h 10 min 45 s 6 (+ 3 tours)      | 4      | 1      |
| 7    | 22 | Hap Sharp               | Lotus-BRM      | 61    | 2 h 09 min 54 s 2 (+ 4 tours)      | 16     |        |
| 8    | 16 | Jim Hall                | Lotus-BRM      | 61    | 2 h 11 min 12 s 5 (+ 4 tours)      | 15     |        |
| 9    | 14 | Jo Siffert              | Lotus-BRM      | 59    | 2 h 11 min 00 s 2 (+ 6 tours)      | 9      |        |
| 10   | 12 | Carel Godin de Beaufort | Porsche        | 58    | 2 h 10 min 06 s 9 (+ 7 tours)      | 18     |        |
| 11   | 13 | Moisés Solana           | BRM            | 57    | 2 h 03 06 min 5 s (+ 8 tours)      | 11     |        |
| Abd. | 25 | Phil Hill               | ATS            | 46    | Suspension                         | 17     |        |
| Abd. | 24 | Lorenzo Bandini         | Ferrari        | 36    | Allumage                           | 7      |        |
| Abd. | 3  | Bruce McLaren           | Cooper-Climax  | 30    | Moteur                             | 6      |        |
| Abd. | 10 | Pedro Rodríguez         | Lotus-Climax   | 26    | Suspension                         | 20     |        |
| Abd. | 17 | Masten Gregory          | Lola-Climax    | 23    | Suspension                         | 14     |        |
| Dsq. | 23 | John Surtees            | Ferrari        | 19    | Disqualifié (aide extérieure)      | 2      |        |
| Abd. | 9  | Trevor Taylor           | Lotus-Climax   | 19    | Moteur                             | 12     |        |
| Abd. | 26 | Giancarlo Baghetti      | ATS            | 12    | Moteur                             | 21     |        |
| Abd. | 18 | Chris Amon              | Lotus-BRM      | 9     | Boîte de vitesses                  | 19     |        |
| Abd. | 4  | Tony Maggs              | Cooper-Climax  | 7     | Moteur                             | 13     |        |
| Np.  | 20 | Frank Dochnal           | Cooper-Climax  |       | Non partant (accident aux essais)  |        |        |

Légende :
- Abd.=Abandon

### Pole position et record du tour
- Pole position :  Jim Clark en 1 min 58 s 8 (vitesse moyenne : 151,515 km/h). Temps réalisé lors de la journée d'essais du vendredi 25 octobre[1].
- Meilleur tour en course :  Jim Clark en 1 min 58 s 1 (vitesse moyenne : 152,413 km/h).

### Tours en tête
- Jim Clark 65 tours (1-65)

## Classement général à l'issue de la course
- Attribution des points : 9, 6, 4, 3, 2, 1 respectivement aux six premiers de chaque épreuve.
- Pour la coupe des constructeurs, même barème et seule la voiture la mieux classée de chaque équipe inscrit des points.
- Seuls les six meilleurs résultats sont comptabilisés. Jim Clark doit donc décompter les quatre points acquis aux États-Unis et les six points de sa deuxième place en Allemagne et Richie Ginther les deux points marqués aux Pays-Bas. Chez les constructeurs, Lotus-Climax doit décompter le point acquis à Monaco, les quatre acquis aux États-Unis et les six marqués en Allemagne, et BRM les trois points marqués en Belgique et les deux marqués aux Pays-Bas.
- Troisième du Grand Prix de France sur sa BRM, Graham Hill n'a cependant pas inscrit les quatre points associés, le pilote britannique ayant bénéficié d'une aide extérieure au départ, BRM étant également privé de ces points pour la coupe des constructeurs.
- Le règlement permet aux pilotes de se relayer sur une même voiture, les points éventuellement acquis étant alors perdus pour pilotes et constructeur[1].

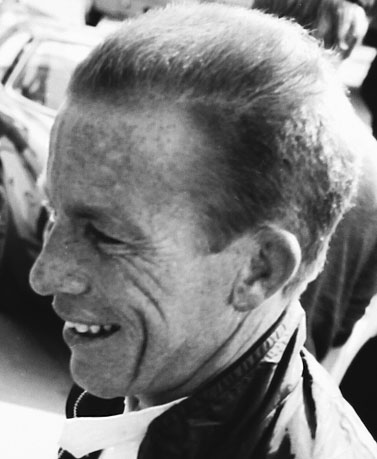
Abonné aux places d'honneur, Richie Ginther occupe la deuxième place au classement provisoire du championnat du monde.

| Pos. | Pilote                  | Écurie         | Points  | MON | BEL | NL  | FRA | GBR | ALL | ITA | USA | MEX | AFS |
| ---- | ----------------------- | -------------- | ------- | --- | --- | --- | --- | --- | --- | --- | --- | --- | --- |
| 1    | Jim Clark               | Lotus          | 54 (64) | -   | 9   | 9   | 9   | 9   | (6) | 9   | (4) | 9   |     |
| 2    | Richie Ginther          | BRM            | 29 (34) | 6   | 3   | (2) | -   | (3) | 4   | 6   | 6   | 4   |     |
| 3    | Graham Hill             | BRM            | 25      | 9   | -   | -   | -   | 4   | -   | -   | 9   | 3   |     |
| 4    | John Surtees            | Ferrari        | 22      | 3   | -   | 4   | -   | 6   | 9   | -   | -   | -   |     |
| 5    | Bruce McLaren           | Cooper         | 14      | 4   | 6   | -   | -   | -   | -   | 4   | -   | -   |     |
|      | Jack Brabham            | Brabham        | 14      | -   | -   | -   | 3   | -   | -   | 2   | 3   | 6   |     |
| 7    | Dan Gurney              | Brabham        | 13      | -   | 4   | 6   | 2   | -   | -   | -   | -   | 1   |     |
| 8    | Tony Maggs              | Cooper         | 9       | 2   | -   | -   | 6   | -   | -   | 1   | -   | -   |     |
| 9    | Innes Ireland           | BRP            | 6       | -   | -   | 3   | -   | -   | -   | 3   | -   | -   |     |
| 10   | Joakim Bonnier          | Cooper         | 5       | -   | 2   | -   | -   | -   | 1   | -   | -   | 2   |     |
| 11   | Lorenzo Bandini         | BRM & Ferrari¹ | 4       | -   | -   | -   | -   | 2   | -   | -   | 2¹  | -   |     |
| 12   | Gerhard Mitter          | Porsche        | 3       | -   | -   | -   | -   | -   | 3   | -   | -   | -   |     |
|      | Jim Hall                | Lotus          | 3       | -   | -   | -   | -   | 1   | 2   | -   | -   | -   |     |
| 14   | Carel Godin de Beaufort | Porsche        | 2       | -   | 1   | -   | -   | -   | -   | -   | 1   | -   |     |
| 15   | Trevor Taylor           | Lotus          | 1       | 1   | -   | -   | -   | -   | -   | -   | -   | -   |     |
|      | Ludovico Scarfiotti     | Ferrari        | 1       | -   | -   | 1   | -   | -   | -   | -   | -   | -   |     |
|      | Jo Siffert              | Lotus          | 1       | -   | -   | -   | 1   | -   | -   | -   | -   | -   |     |

| Pos. | Écurie         | Points  | MON | BEL | NL  | FRA | GBR | ALL | ITA | USA | MEX | AFS |
| ---- | -------------- | ------- | --- | --- | --- | --- | --- | --- | --- | --- | --- | --- |
| 1    | Lotus-Climax   | 54 (65) | (1) | 9   | 9   | 9   | 9   | (6) | 9   | (4) | 9   |     |
| 2    | BRM            | 36 (41) | 9   | (3) | (2) | -   | 4   | 4   | 6   | 9   | 4   |     |
| 3    | Ferrari        | 24      | 3   | -   | 4   | -   | 6   | 9   | -   | 2   | -   |     |
|      | Brabham-Climax | 24      | -   | 4   | 6   | 3   | -   | -   | 2   | 3   | 6   |     |
| 5    | Cooper-Climax  | 23      | 4   | 6   | -   | 6   | -   | 1   | 4   | -   | 2   |     |
| 6    | BRP-BRM        | 6       | -   | -   | 3   | -   | -   | -   | 3   | -   | -   |     |
| 7    | Porsche        | 5       | -   | 1   | -   | -   | -   | 3   | -   | 1   | -   |     |
| 8    | Lotus-BRM      | 4       | -   | -   | -   | 1   | 1   | 2   | -   | -   | -   |     |

## À noter
- 9e victoire en championnat du monde pour Jim Clark.
- 4e chelem en championnat du monde (et 3e de la saison) pour Jim Clark (pole position, meilleur tour en course, victoire et GP mené de bout en bout).
- 14e victoire en championnat du monde pour Lotus en tant que constructeur.
- 28e victoire en championnat du monde pour Climax en tant que motoriste.
- Première apparition en championnat du monde d'une monoplace arborant le no 13 (la BRM de Moisés Solana). Ce numéro ne sera plus utilisé en championnat F1 jusqu'au Grand Prix d'Australie 2014, Pastor Maldonado l'ayant choisi comme numéro permanent en Formule 1.
- John Surtees est disqualifié pour avoir reçu de l'aide extérieure.